# Боемунд VI (князь Антіохії)
Боемунд VI Красивий (фр. Bohémond VI le Beau, бл. 1237 — 1275) — граф Триполі (як Боемунд III) у 1252—1275 роках і князь Антіохії у 1252—1268 роках. За його правління було втрачено Антіохію.

## Життєпис
Походив з антіохійської гілки Рамнульфідів. Син Боемунда V, князя Антіохії й графа Триполі, від його другої дружини Люціани де Сен'ї. Народився близько 1237 року. У 1252 році після смерті батька успадкував владу, але через молодий вік регентом стала Люціана, яка залишилася в Триполі. В свою чергу Боемунд VI перебував в Антіохії. Мати передала управління князівством своєму братові Паоло та іншим родичам. Це викликало невдоволення антіохійської знаті. Тому Боемунд VI звернувся до французького короля Людовика IX, що повертався з Сьомого хрестового походу щодо посередництва. Останній зрештою переконав папу римського Іннокентія III дозволити Боемунду VI вступити в права в Антіохії та Триполі.
Спочатку намагався продовжувати політику батька останніх років, яка полягала у дотриманні миру з християнськими державами Близького Сходу. 1254 року оженився з донькою Гетума I, короля Кілікійської Вірменії. 1256 року намагався замирити генуезців та венеційців, що почали між собою війну (відома як війна Святого Сави), до якої долучилися тамплієри, госпітальєри та сеньйори Палестини. Це надзвичайно шкодило оборонноздатності християнських держав. Втім спроба посередництва призвела до того, що 1258 року проти Боемунда VI повстала генуезька родина Ембріако, сеньйорів Гібелету, родичів князів Антіохії. В тому ж році його було оголошено тимчасовим сеньйором Єрусалимського королівства в якості регента при неповнолітньому небожі — королі Гуго II. Був визнаний не всіма сеньйорами і комунами.
В цей час посилилася загроза для Близького Сходу з боку монгольських військ на чолі із Хулагу. 1260 року Боемунд VI вирішив визнати зверхність останнього, сподіваючись використати монголів проти Мамелюцького султанату. Того ж року володар Антіохії-Триполі брав участь у захопленні Алеппо й Дамаску. Натомість отримав міста Габалу, Лаодікею, фортеці Кафартаб і Даркуш. Водночас вимушений був підтвердити права православного Антіохійського патріарха Євфімія, що викликало невдоволення католиків, відбулося повстання в Акрі, а Жак Панталеон, латинський Єрусалимський патріарх відлучив Боемунда VI від церкви. 1260 року мамелюки завдали поразки монголам в битві при Айн-Джалуті.
У 1261 році після смерті Плезанціі Антіохійської був змушений скласти повноваження регента-сеньйора Єрусалимського королівства. Тоді ж домігся скасування відлучення від Жака Панталеона, що став новим папою римським . Втім основною проблемою залишався мамлюкський султан Бейбарс, що загрожував Боемунду VI як головному союзнику монголів на Близькому Сході. В свою чергу володар Антіохії-Триполі у 1263 році намагався скористатися потребою мамлюків у деревині з Ливану та Кілікії для побудови суден з тим, щоби укласти мирний договір. Також у 1264 році звертався до хана Хулагу і європейських держав по допомогу.
1266 року мамелюки завдали поразки військам Кілікійської Вірменії, єдиного вірного союзника Боемунда VI. Після чого війська мусульман рушили на Антіохію. Втім князю вдалося підкупити емірів мамелюків, й ті відвели війська. У 1268 році султан Бейбарс особисто рушив проти Антіохійського князівства. Доволі швидко підкорив усі замки та фортеці. 18 травня було захоплено Антіохію, а 20 травня цитадель. Після цього було вбито 40 тис. християн, а 100 тис. осіб стали рабами.
У 1271 році Боемунд V отаборився в Триполі, яке оточили війська султана Бейбарса. Останній став вимагати відшкодування видатків на всю військову кампанію, проте граф Триполі відмовився. Але зрештою султан запропонував перемир'я з огляду на прибуття англійських хрестоносців на чолі із принцом Едуардом. До нього доєднався Гуго III, король Кіпру і Єрусалиму. Бої тривали до 1272 року, коли було укладено 10-річне перемир'я. При цьому граф Триполі вимушений був сплатити Бейбарсу 20 тисяч золотих безант.
Помер Боемунд VI у 1275 році. Спадкував йому син Боемунд.

## Родина
Сестра — Плезанс Антіохійська
Дружина — Сибілла, донька Хетума I, короля Кілікійської Вірменії
Діти:
- Боемунд (1261—1287), граф Триполі
- Ізабела (померла дитиною)
- Люція (1265—1299), графиня Триполі
- Марія (1280), дружина Ніколас де Сен-Омера